# 7723 Lugger
7723 Lugger eller 1952 QW är en asteroid i huvudbältet som korsar Mars omloppsbana. Den upptäcktes 28 augusti 1952 av Indiana Asteroid Program vid Indiana University Bloomington med Goethe Link Observatory. Asteroiden har fått sitt namn efter Phyllis Lugger.